# Tiofenol
Tiofenol és un compost d'organosofre amb la fórmula C₆H₅SH, de vegades abreujat com PhSH. És el tiol aromàtic més simple.L'estructura del tiofenol i els seus derivats és anàlega als fenols excepte per l'àtom d'oxigen en el grup hidroxil.

## Aplicacions
Els tiofenols es fan servir per produir productes farmacèutics incloent la sulfonamida